# Culleus
Culleus of Culeus was de grootste Romeinse eenheidsmaat, die gelijkstond aan 20 amphorae of 160 congii, wat ongeveer overeenkomt met 517,11 liter (Rhem. Fann., De Pond. &c. V 86, 87 ; Plin., H.N. XIV 4; Varro, R.R. 2 § 7; Colum., III 3.).
Daarnaast was culleus ook de naam voor de zak waarin men zij die veroordeeld waren voor oudermoord (maar waaronder ook zwarte magie (malum carmen) en vergiftiging viel volgens de bepalingen van de Twaalftafelenwet) moesten worden ingenaaid, om daarop in de rivier te worden gegooid.